# Nicolás de Cardona

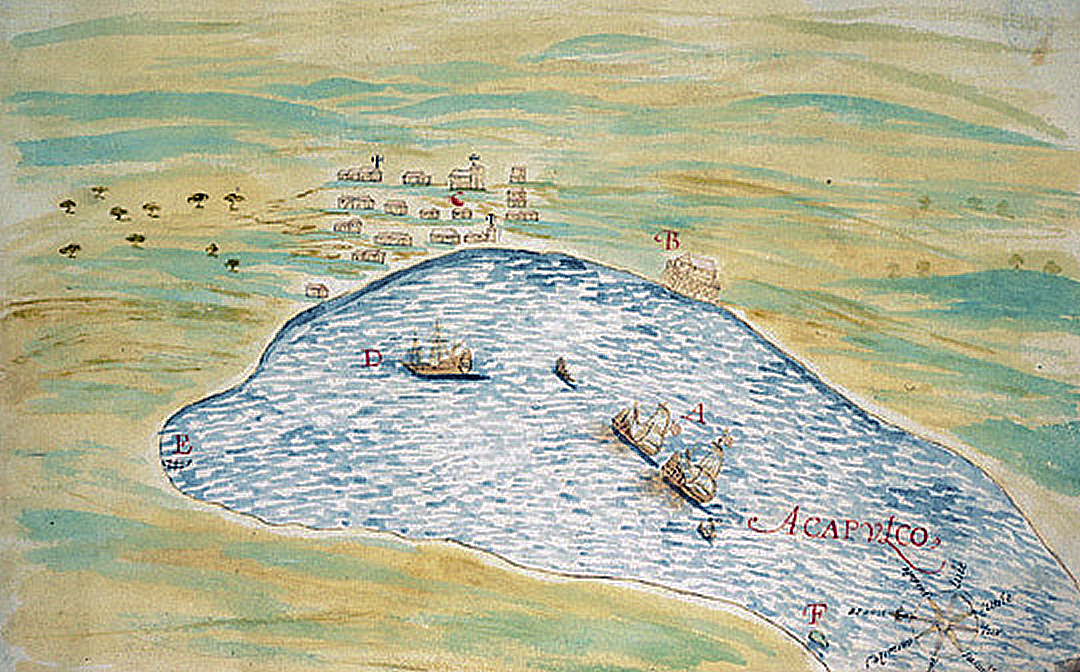
Nicolás de Cardona, en la seva edició de 1632 de "Exploración del mundo", publicà aquest punt de vista de la badia i la ciutat d'Acapulco. La llegenda completa diu el següent:
A. Les naus de l'expedició.
B. El castell de Sant Dídac.
C. La ciutat.
D. Un vaixell que ha arribat del Japó (probablement el Sant Joan Baptista).
E. Los Manzanillos.
F. El Griu (Griffo.

Nicolás de Cardona va ser un emprenedor aventurer del segle xvii, veí de Sevilla, que va estar involucrat en l'exploració de la costa occidental del continent d'Amèrica del Nord.
El 1610, Nicolás va sortir d'Espanya cap a les Amèriques, com capità de la flota del general Juan Gutiérrez de Garibay. Nicolás manava sis vaixells, juntament amb el capità Francisco Basili. El 13 d'agost de 1611, una encomienda per a l'explotació de la pesca de perles al llarg de la costa de Califòrnia, anteriorment en mans de Sebastián Vizcaíno sense èxit, va ser lliurada a Tomàs de Cardona (oncle de Nicolás), Sanç de Meres, i Francisco de la Paraya, tots veïns de Sevilla.
Nicolás va ser posat al càrrec de l'exploració. Va arribar a Acapulco a la darreria de 1614 on va construir tres fragates, la San Antonio, la San Francisco i la San Diego. Durant els anys següents, Nicolás va intentar establir un negoci de perles, i va lluitar contra les intrusions dels neerlandesos (Joris van Spilberg). Arruïnat, Nicolás va tornar a Espanya per obtenir més fons, per seguir explotant el negoci de les perles, fins que va obtenir una Real Orden el maig del 1618.
Finalment va tornar a Espanya el 1623, on va redactar el 1632 la seva Descripción Hidrográfica y geográfica de muchas tierras del norte y del sur y de los mares de las Indias, sobre el descobriment del Regne de Califòrnia.